# Rob Niedermayer
Rob Niedermayer (Cassiar, 28 dicembre 1974) è un ex hockeista su ghiaccio canadese.
È fratello dell'hockeista su ghiaccio Scott Niedermayer e cugino di Jason Strudwick

## Statistiche
Statistiche aggiornate al luglio 2012.

### Club
| Stagione  | Squadra             | Stagione regolare | Stagione regolare | Stagione regolare | Stagione regolare | Stagione regolare | Stagione regolare | Playoff | Playoff | Playoff | Playoff | Playoff |
| Stagione  | Squadra             | Lega              | P                 | G                 | A                 | Pt                | PIM               | P       | G       | A       | Pt      | PIM     |
| --------- | ------------------- | ----------------- | ----------------- | ----------------- | ----------------- | ----------------- | ----------------- | ------- | ------- | ------- | ------- | ------- |
| 1989-1990 | Cranbrook Blazers   | Midget            | 35                | 42                | 40                | 82                | 30                |         |         |         |         |         |
| 1990-1991 | Medicine Hat Tigers | WHL               | 71                | 24                | 26                | 50                | 8                 | 12      | 3       | 7       | 10      | 2       |
| 1991-1992 | Medicine Hat Tigers | WHL               | 71                | 32                | 46                | 78                | 97                | 4       | 2       | 3       | 5       | 2       |
| 1992-1993 | Medicine Hat Tigers | WHL               | 52                | 43                | 34                | 77                | 67                |         |         |         |         |         |
| 1993-1994 | Florida Panthers    | NHL               | 65                | 9                 | 17                | 26                | 51                |         |         |         |         |         |
| 1994-1995 | Medicine Hat Tigers | WHL               | 13                | 9                 | 15                | 24                | 14                |         |         |         |         |         |
|           | Florida Panthers    | NHL               | 48                | 4                 | 6                 | 10                | 36                |         |         |         |         |         |
| 1995-1996 | Florida Panthers    | NHL               | 82                | 26                | 35                | 61                | 107               | 22      | 5       | 3       | 8       | 12      |
| 1996-1997 | Florida Panthers    | NHL               | 60                | 14                | 24                | 38                | 54                | 5       | 2       | 1       | 3       | 6       |
| 1997-1998 | Florida Panthers    | NHL               | 33                | 8                 | 7                 | 15                | 41                |         |         |         |         |         |
| 1998-1999 | Florida Panthers    | NHL               | 82                | 18                | 33                | 51                | 50                |         |         |         |         |         |
| 1999-2000 | Florida Panthers    | NHL               | 81                | 10                | 23                | 33                | 46                |         |         |         |         |         |
| 2000-2001 | Florida Panthers    | NHL               | 67                | 12                | 20                | 32                | 50                | 4       | 1       | 0       | 1       | 6       |
| 2001-2002 | Calgary Flames      | NHL               | 57                | 6                 | 14                | 20                | 49                |         |         |         |         |         |
| 2002-2003 | Calgary Flames      | NHL               | 54                | 8                 | 10                | 18                | 42                |         |         |         |         |         |
|           | Anaheim Ducks       | NHL               | 12                | 2                 | 2                 | 4                 | 15                | 21      | 3       | 7       | 10      | 18      |
| 2003-2004 | Anaheim Ducks       | NHL               | 55                | 12                | 16                | 28                | 34                |         |         |         |         |         |
| 2004-2005 | Ferencváros TC      | Hungary           | 5                 | 2                 | 1                 | 3                 | 14                |         |         |         |         |         |
| 2005-2006 | Anaheim Ducks       | NHL               | 76                | 15                | 24                | 39                | 89                | 16      | 1       | 3       | 4       | 10      |
| 2006-2007 | Anaheim Ducks       | NHL               | 82                | 5                 | 11                | 16                | 77                | 21      | 5       | 5       | 10      | 39      |
| 2007-2008 | Anaheim Ducks       | NHL               | 78                | 8                 | 8                 | 16                | 54                | 2       | 0       | 0       | 0       | 0       |
| 2008-2009 | Anaheim Ducks       | NHL               | 79                | 14                | 7                 | 21                | 42                | 13      | 0       | 3       | 3       | 12      |
| 2009-2010 | New Jersey Devils   | NHL               | 71                | 10                | 12                | 22                | 45                | 5       | 0       | 0       | 0       | 6       |
| 2010-2011 | Buffalo Sabres      | NHL               | 71                | 5                 | 14                | 19                | 22                | 7       | 1       | 3       | 4       | 2       |
| 2011-2012 | Lugano              | NLA               | 14                | 2                 | 4                 | 6                 | 12                |         |         |         |         |         |

### Nazionale
| Stagione  | Livello    | Risultati    | Risultati | Risultati | Risultati | Risultati | Risultati |
| Stagione  | Livello    | Competizione | P         | G         | A         | Pt        | PIM       |
| --------- | ---------- | ------------ | --------- | --------- | --------- | --------- | --------- |
| 1992-1993 | Canada U20 | WJC-20       | 7         | 0         | 2         | 2         | 2         |
| 1998-1999 | Canada     | WC           | 10        | 2         | 1         | 3         | 8         |
| 2003-2004 | Canada     | WC           | 9         | 2         | 4         | 6         | 22        |

## Palmarès

### Club
- Stanley Cup: 1

 Anaheim Ducks: 2006-2007

### Nazionale
- Campionato mondiale di hockey su ghiaccio: 1

 Canada: Repubblica Ceca 2004
- Campionato del mondo di hockey su ghiaccio Under-20: 1

 Canada U-20: Svezia 1993

### Individuale
- Western Hockey League:

1992-93: First All-Star Team